# Campanya de les Filipines (1941-1942)
La Campanya japonesa d'ocupació a les Filipines es va desenvolupar del 8 de desembre de 1941 al 9 de juny de 1942 i va culminar amb l'ocupació japonesa de les illes Filipines, estat lliure associat dels Estats Units d'Amèrica. Encara que fossin numèricament inferiors, les forces japoneses, més ben preparades, van aconseguir acorralar a les unitats filipí-nord-americanes de Luzón a la península de Bataàn i l'illa de Corregidor. Aquestes forces van resistir fins a l'abril i el maig de 1942 respectivament i les guarnicions aliades en Bisayas i Mindanao es van rendir en caure Corregidor.
En finalitzar la batalla de Bataàn, les forces aliades van ser sotmeses a una marxa forçada als camps de presoners de guerra, en la qual van morir més soldats que en la batalla en si. Aquest episodi va rebre el nom de la marxa de la mort en Bataàn. Pel nombre de baixes molts historiadors la consideren la derrota més gran de les forces armades dels EUA.

## Antecedents
Les illes Filipines servien l'any 1941 de base militar a la recentment organitzada Força Aèria nord-americana a l'anomenat Orient Llunyà (FEAF per les seves sigles en anglès). Les forces japoneses havien de neutralitzar aquesta base per poder garantir la seva superioritat aèria mentre que l'Exèrcit Expedicionari del Sud, sota el comandament del general Hisaichi Terauchi avançava contra les colònies europees de Malàisia i les Índies Orientals Holandeses per obtenir proveïments. Addicionalment, l'ocupació de les Filipines es considerava necessària per evitar que fossin usades com a plataforma de contraatacs i per assegurar les rutes de comunicació entre el Japó i els recentment ocupats territoris al sud.

### Forces defensores
Les forces terrestres aliades a les Filipines eren uns 130.000 soldats i aproximadament 100.000 d'aquests efectius havien estat mobilitzats feia pocs mesos i estaven poc entrenats. La força aèria nord-americana, sota el comandament del general Lewis H. Brereton, estava composta per 35 bombarders B-17 i 107 caces P-40. L'almirall Thomas Hart era el comandant de la flota a l'Àsia, que havia de defensar les aigües filipines però estava en desavantatge enfront de la flota japonesa tot i que comptava amb un creuer pesat, un creuer lleuger, 29 submarins i 14 destructors de la Primera Guerra Mundial, a més de l'exèrcit de terra i l'aviació.
L'almirall Rainsford Stark, cap d'operacions navals, havia sol·licitat al President Franklin D. Roosevelt, a mitjan 1941, que allargués les negociacions amb els japonesos amb l'objectiu d'enfortir els efectius a les Filipines. El comandant en Cap de les forces nord-americanes a les Filipines, general Douglas MacArthur, planejava expandir l'exèrcit a 200.000 efectius i formar una flota aèria de 256 bombarders i 195 caces. MacArthur planejava culminar aquesta expansió durant l'abril de 1942. S'esperava rebre 52 bombarders en picat i dos regiments d'artilleria el 4 de gener. De manera més immediata 30 bombarders B-17 havien estat promesos, a la vespra de l'atac a Pearl Harbor, i dotze bombarders ja s'havien enlairat de Califòrnia. Aquests bombarders van fer escala en Hawaii durant l'atac sorpresa japonès.

### Forces atacants
Per a la invasió de les Filipines es va destinar el 14è exèrcit japonès, sota comandament del tinent general Masaharu Homma. Les casernes generals d'Homma van ser establertes a Formosa, sota control japonès amb altres unitats d'aquest exèrcit estacionades a les illes Ryukyu, les illes Penghu i Palaos. Inicialment, el 14è exèrcit, també anomenat força d'atac de les Filipines, comptaria amb la 16a Divisió i la 48a Divisió, amb uns 43.000 homes, així com amb dos regiments de carros blindats. No obstant això, una vegada assegurada la victòria, durant una cinquantena de dies, la 65a Brigada del tinent general Akira Nara es mobilitzaria a les Filipines com a força d'ocupació, ja que les dues divisions originals feren missions en les Índies Orientals Holandeses. La 4a Divisió, estacionada al Japó com a reserva, es mobilitzaria posteriorment a les Filipines.
El 5è grup aeri, dependent de l'exèrcit, estava compost per 20 batallons i era comandat pel tinent general Hideyoshi Obata. Comptava amb dos regiments d'avions de caça, dos regiments de bombarders lleugers i un regiment de bombarders pesats, així com un regiment per tasques de reconeixement. Va ser traslladat des de Manxúria cap a Formosa per recolzar les forces terrestres al nord de la latitud 16°. L'11a flota aèria, al comandament del vicealmirall Nishizo Tsukahara i amb 444 avions en total, va rebre l'encàrrec de neutralitzar a la FEAF al sud de l'àrea d'operacions del 5è grup aeri, però a més havia de brindar recolzament als desembarcaments a Malàisia i les Índies Orientals Holandeses. En total, Homma comptaria amb un màxim de 500 avions principalment durant el desembarcament.
La 3a flota japonesa, comandada per l'almirall Ibo Takahashi, tenia com a objectiu principal protegir els transports i protegir les costes durant els desembarcaments. La 4a divisió de portaavions, que incloïa al portaavions lleuger Ryujo, va ser assignada a la campanya, ja que l'11a flota aèria, estacionada a Formosa no podia protegir a les tropes que desembarcarien més al sud.

## Inici de la campanya
El 7 de desembre de 1941 (nit anterior a l'atac a Pearl Harbor a les Filipines) va ser descobert un comboi japonès enfront de la Indoxina navegant en direcció al golf de Siam. A més, les tres nits anteriors s'havien reportat el vol d'avions no identificats sobre Clark Field, la principal base aèria nord-americana a les Filipines. L'almirall Hart estava segur que la guerra anava a començar a qualsevol moment i li va suggerir al vicealmirall Sir Thomas Phillips, comandant de la flota britànica del Llunyà Orient, que escurcés la seva visita a les Filipines i tornés a Singapur immediatament.

### Atacs aeris

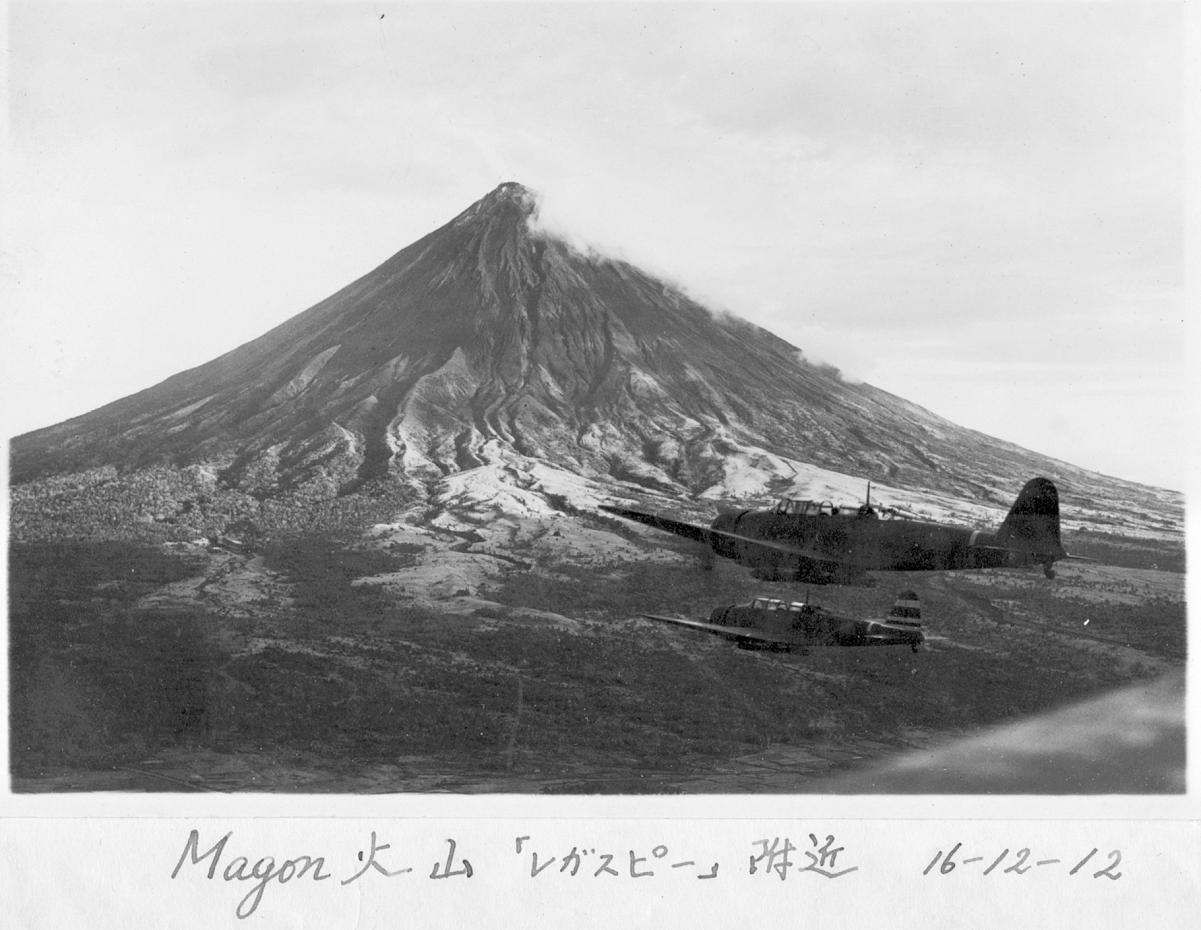
Caces del portaavions Ryūjō enfront de la Muntanya Mayón, en direcció a Legazpi, el 12 de desembre de 1941.

El 8 de desembre, MacArthur va ser notificat de l'inici de les hostilitats a les 6h50 del matí, hora local, quatre hores i mitja després d'haver-se iniciat l'atac a Pearl Harbor. Mitja hora després, el general Brereton va sol·licitar a MacArthur permís per bombardejar Formosa, però aquest s'hi va negar, al·legant que no disposaven de suficient informació sobre les bases enemigues a l'illa. Durant la resta del matí, els japonesos van realitzar petits atacs aeris. Brereton va sol·licitar de nou permís per bombardejar Formosa, però MacArthur s'hi va negar per segona vegada. Poc després de les deu, MacArthur finalment va autoritzar el bombardeig i Brereton va procedir a reunir els seus bombarders a Clark Field, els quals estaven sobrevolant la muntanya Arayat, per evitar ser sorpresos a l'alba. En aquest moment 196 avions japonesos havien abandonat Formosa i es trobaven en direcció a l'aeròdrom. Encara que Clark Field va ser alertat de l'imminent atac, el missatge no va pujar en la cadena de comandament, quan la primera onada japonesa amb 27 bombarders Mitsubishi G3M2 va arribar finalment a les 12h 35, va trobar a tots els bombarders de Clark Field en la pista preparant-se juntament amb els caces d'escorta per a un atac contra Formosa programat per a la tarda.
A la primera onada de bombardejos en va seguir una de similar, la qual va atacar des de gran altura sense gaire resistència de l'artilleria antiaèria. Després hi van arribar trenta-quatre avions Zero fent atacs en vol rasant, els més efectius de tot l'atac. Solament tres caces P-40 van aconseguir enlairar-se per fer-los front mentre que altres cinc van ser destruïts mentre avançaven per la pista. Un esquadró de caces d'una base aèria propera va arribar poc després, i, encara que composta per inferiors caces P-35, van aconseguir abatre tres Zeros.
Aquests atacs van ser molt efectius i els japonesos van aconseguir reduir a la meitat la força de combat de la FEAF el primer dia de campanya. Els nord-americans van perdre 17 de 35 bombarders B-17, 53 caces P-40 i 3 caces P-35, així com altres 30 avions de menor importància. Les instal·lacions de Clark i de Iba Fields van quedar seriosament danyades i es van reportar 80 morts i 150 ferits. En aquests atacs, els japonesos van perdre solament set caces. Els japonesos van consolidar la seva superioritat aèria els següents dies i, en finalitzar el 15 de desembre, la força aèria nord-americana a les Filipines havia quedat reduïda a un grapat de caces.

### Fugida de la Flota Nord-americana

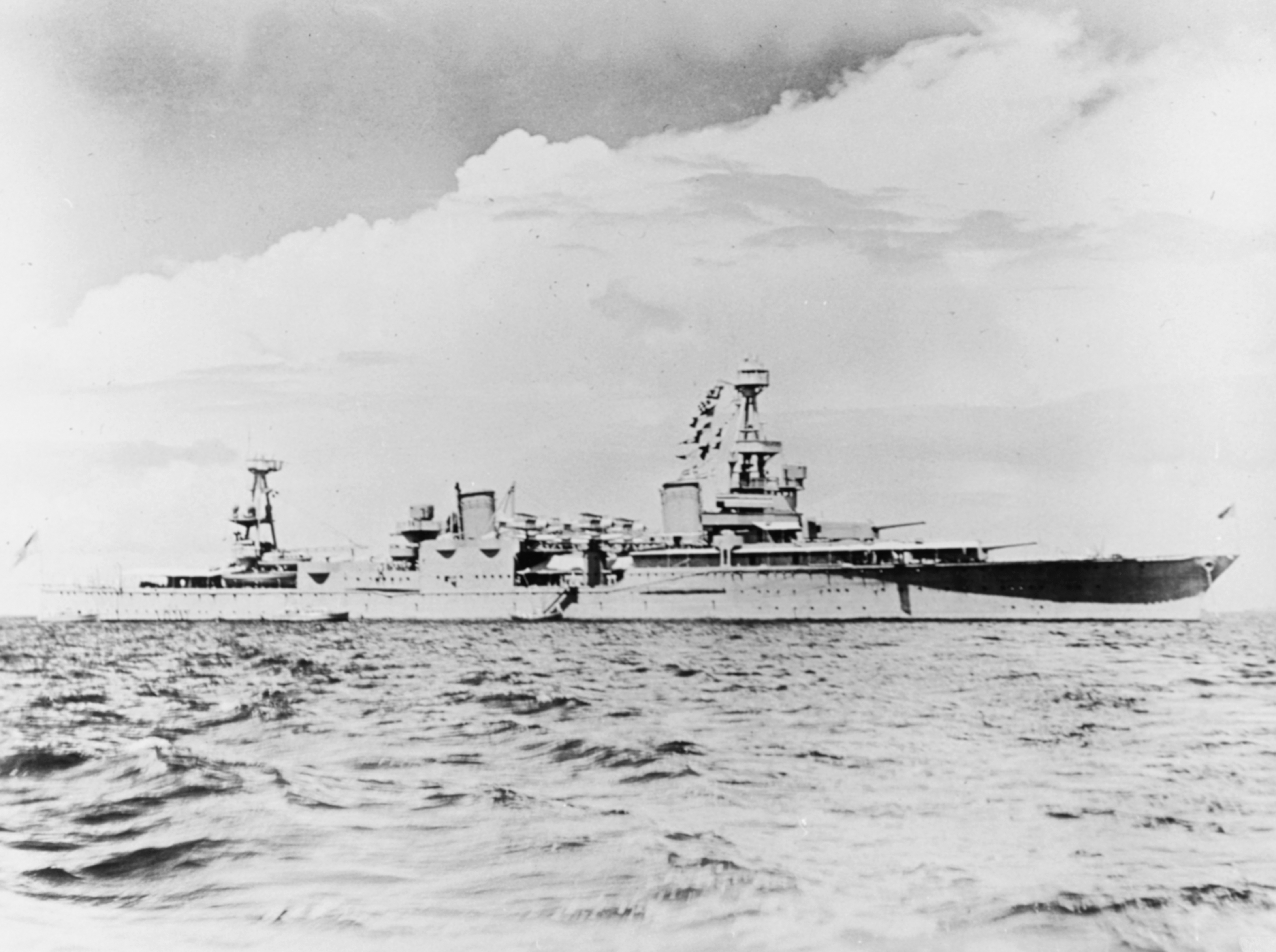
L'USS Houston, vaixell almirall de la Flota Asiàtica, en la badia de Manila.

Amb la Flota del Pacífic temporalment neutralitzada en Pearl Harbor, i amb la FEAF delmada, la defensa de les Filipines requeia completament en la Flota Asiàtica de l'Almirall Hart i en el pla defensiu de MacArthur, que definia a les platges com la principal línia de defensa.
El 8 de desembre l'almirall Hart havia enviat a la seva principal força operativa, liderada pel creuer pesat USS Houston, cap a Borneo, colònia holandesa. La marina mercant també va fugir ràpidament de la badia de Manila, la qual va ser atacada des de l'aire els dies següents. El 10 de desembre Hart va reportar que Manila ja no podia ser mantinguda com una base naval a causa de la supremacia aèria japonesa i va continuar enviant més vaixells al sud, on creia que contribuirien millor en la defensa de Malàisia i les Índies Orientals Holandeses. El 14 de desembre Hart va decidir enviar a la resta de la seva flota al sud i a les Filipines van romandre únicament dos destructors, 27 submarins i altres navilis menors. Hart va abandonar Manila el 26 de desembre, en un submarí, amb rumb al sud. El contraalmirall Francis Rockwell va romandre a les Filipines com a successor de Hart.

### Desembarcaments

Mapa mostrant els diferents desembarcaments nipons en Luzón.

Tot i que els principals desembarcaments japonesos es van realitzar poc abans del Nadal, també es van fer desembarcaments a Luzón i a Davao els primers dies d'hostilitats. Després de conquerir les illes Batanes, al nord de Luzón, el 8 de desembre els japonesos van desembarcar uns 4.000 homes a Vigan, a Gonzaga i a Aparri passat l'endemà. El 12 de desembre, uns 2.500 japonesos van desembarcar a Legazpi, al sud de Luzón. El 20 de desembre uns 5.000 japonesos van desembarcar a Davao i des d'allí van anar cap a Joló, el qual van arrabassar immediatament. Aquests dos últims desembarcaments no eren útils per a la campanya de les Filipines, sinó per a la campanya de les Índies Orientals Holandeses, que ja s'havia iniciat.
En la nit del 10 de desembre, un bot japonès de reconeixement es va endinsar al golf de Lingayen i immediatament va rebre un gran atac de totes les defenses costaneres. El comandant divisional va anunciar haver impedit un important desembarcament japonès i l'episodi va ser conegut com 'la batalla del golf de Lingayen'. MacArthur havia col·locat la major part de la seva artilleria al sud del golf i els japonesos ho van descobrir gràcies al bot de reconeixement i la premsa aliada que va publicar detalls de la falsa batalla en Lingayen.
El 22 de desembre, el submarí nord-americà Stingray va localitzar la principal força d'invasió japonesa de Lingayen, uns 85 transports que contenien al gruix de la 48a Divisió, sota el comandament del tinent general Yuitsu Tsuchihashi. No obstant això, el desembarcament japonès al nord del golf de Lingayen es va realitzar sense molts contratemps gràcies a l'absoluta superioritat aèria i naval japonesa. En aquell moment solament quatre bombarders B-17 romanien a les Filipines i després de llançar bombes sobre el comboi japonès, van escapar vers Austràlia.
En la nit del 22 al 23 de desembre va desembarcar a la badia de Lamon la 16a Divisió uns set mil homes que anaven en 24 transports sota el comandament del tinent general Susumu Morioka. La nit del 24 les forces de Morioka van finalitzar el desembarcament amb el cost de 84 morts i 184 ferits. Durant els desembarcaments, els submarins deixats per Hart van ser utilitzats ineficaçment, i van causar menys dany de l'esperat.
Manila anava a ser voltada per les forces provinents des de Lingayen i Lamon. Després que les forces del nord de Luzón, tres divisions filipines al comandament del major general Jonathan Wainwright IV, es repleguessin darrere del riu Agno, MacArthur va decidir abandonar les defenses de les platges i va recórrer al Pla de Guerra Taronja 3 (WPO-3 per les seves sigles en anglès), que involucrava retirar les tropes que eren a Luzón vers la península de Bataàn, on haurien d'esperar uns sis mesos a què la Flota del Pacífic arribés amb reforços.

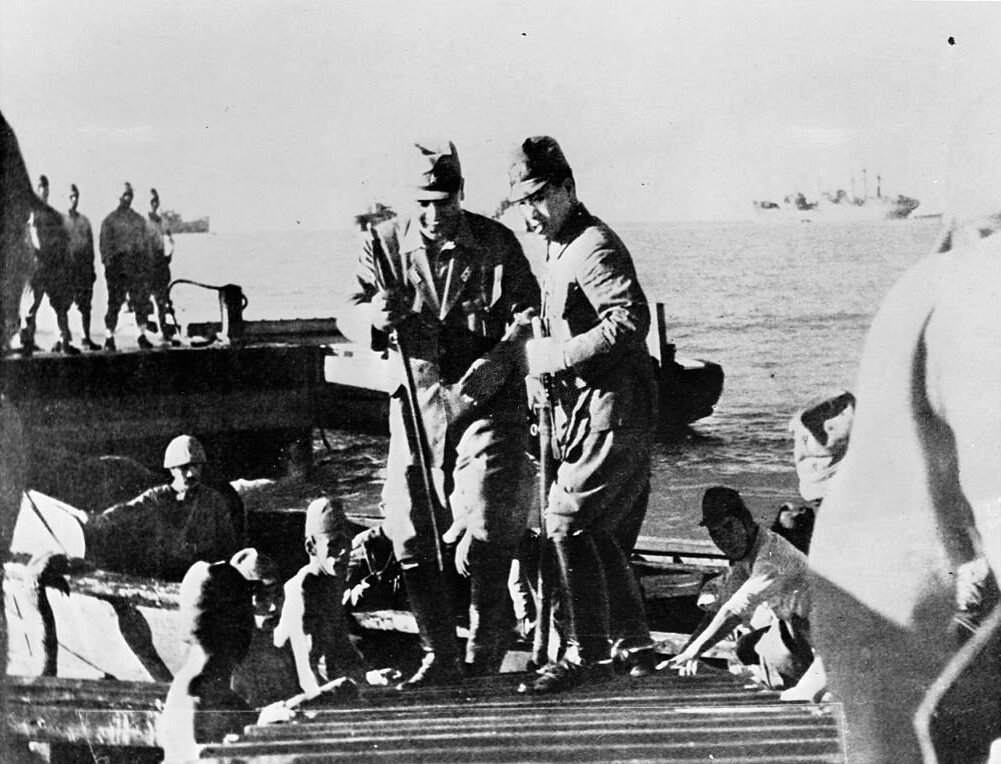
El general Homma desembarca en el golf de Lingayen el 24 de desembre de 1941.

Finalment, MacArthur va ordenar a les dues divisions filipines al sud de Luzón, al comandament del brigadier general George M. Parker Jr., que es retiressin a Batán juntament amb les divisions de Wainwright. El 24, el President filipí, Manuel Luis Quezón, va abandonar Manila amb rumb a Corregidor on aquest mateix dia MacArthur també va partir cap a Corregidor. El 26 de desembre, Manila va ser declarada ciutat oberta.
L'1 de gener de 1942, la 48a Divisió japonesa es trobava a menys de 25 km de Manila. Les forces de la 16a Divisió, al sud de la capital filipina, havien estat retardades a causa de la destrucció de diversos ponts i encara es trobaven a uns 65 km de Manila. Homma va ordenar aturar les forces del nord per la reorganització i higiene de les tropes i d'aquesta manera evitar el pillatge i els abusos contra els civils. En la tarda del 2 de gener tres batallons al comandament del major general Koichi Abe van entrar finalment a Manila.
La ràpida caiguda de Manila va fer creure al general Hisaichi Terauchi, comandant de l'Exèrcit Expedicionari del Sud, que la campanya filipina havia acabat. Terauchi va ordenar a Homma que prescindís de la 48a Divisió, perquè aquesta fos enviada a Java. Homma va protestar: la 48a Divisió era la seva millor divisió i el seu reemplaçament, la 65a Brigada d'uns 7.500 efectius, estava conformada principalment per homes més vells, que no comptaven amb l'entrenament i l'equip adequat per servir en el front. No obstant això, Tòquio no només no va canviar d'opinió, sinó que es va emportar també el 5è Grup Aeri.

## Defensa de Bataàn i Corregidor

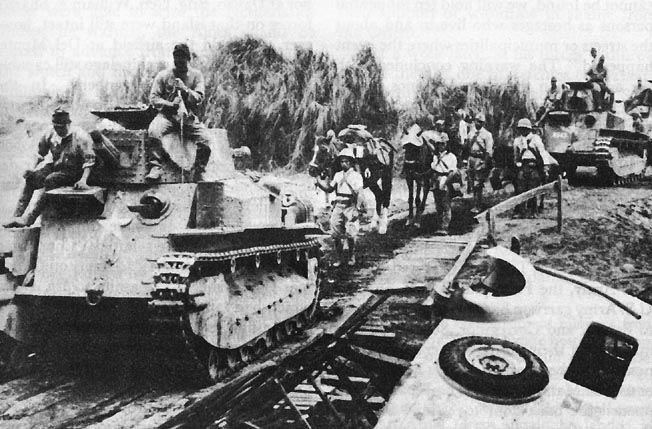
Tancs nipons Tipus 89 Yi-Go entren a Manila declarada prèviament "ciutat oberta" per MacArthur.

En la Conferència Arcàdia, inaugurada el 24 de desembre a Washington D. C., el govern nord-americà va decidir donar prioritat a la guerra a Europa. No obstant això, es va procedir a preparar un comboi a Austràlia per portar subministraments i reforços a MacArthur. Tot i això, quan el comboi va estar llest per salpar, el 28 de desembre, es va determinar que el control japonès sobre Borneo era tan fort que el comboi mai arribaria a complir el seu objectiu. Finalment, en la primera setmana de gener de 1942, la Divisió de Plans de Guerra de l'Estat Major va concloure que era impossible enviar una expedició a temps a les Filipines sense desviar recursos del teatre europeu. Aquesta decisió efectivament va condemnar a les tropes aliades a les Filipines.

### Batalla de Bataàn
El 7 de gener, la retirada aliada a Bataàn va ser completada. Els nord-americans van sofrir unes 13.000 baixes, però la majoria van ser filipins, que desertaven. Els japonesos van reportar 627 morts, 1.282 ferits i 7 desapareguts. Moltes tropes defensores havien aconseguit escapar a la petita península, els japonesos havien estat tan concentrats a capturar Manila, que van descurar el seu flanc dret, pel qual les tropes de MacArthur s'escapoliren. A Bataàn es trobaven concentrats 15.000 soldats nord-americans i 65.000 soldats filipins, d'aquests últims solament 10.000 havien rebut un entrenament adequat. Juntament amb les tropes, milers de civils van entrar a Bataàn, i es van unir als vilatans, que no van ser evacuats. En teoria, les forces defensores havien de resistir sis mesos en Bataàn, però solament tenien queviures per a un mes.
La península de Bataàn té 32 km d'ample a l'istme i 40 km de llarg. La seva superfície està dominada per dos volcans extints: la muntanya Natib al nord i la muntanya Samat al sud. La defensa de la part occidental va ser assignada a Wainwright, els homes de la qual havien retardat l'avanç de Homma pel nord perquè les forces al sud de Manila escapessin a Bataàn i, per tant, necessitaven descans. La secció oriental, la més probable a ser atacada, va ser assignada al General Parker, que havia comandat a les forces al sud de Luzón.

#### Primers atacs

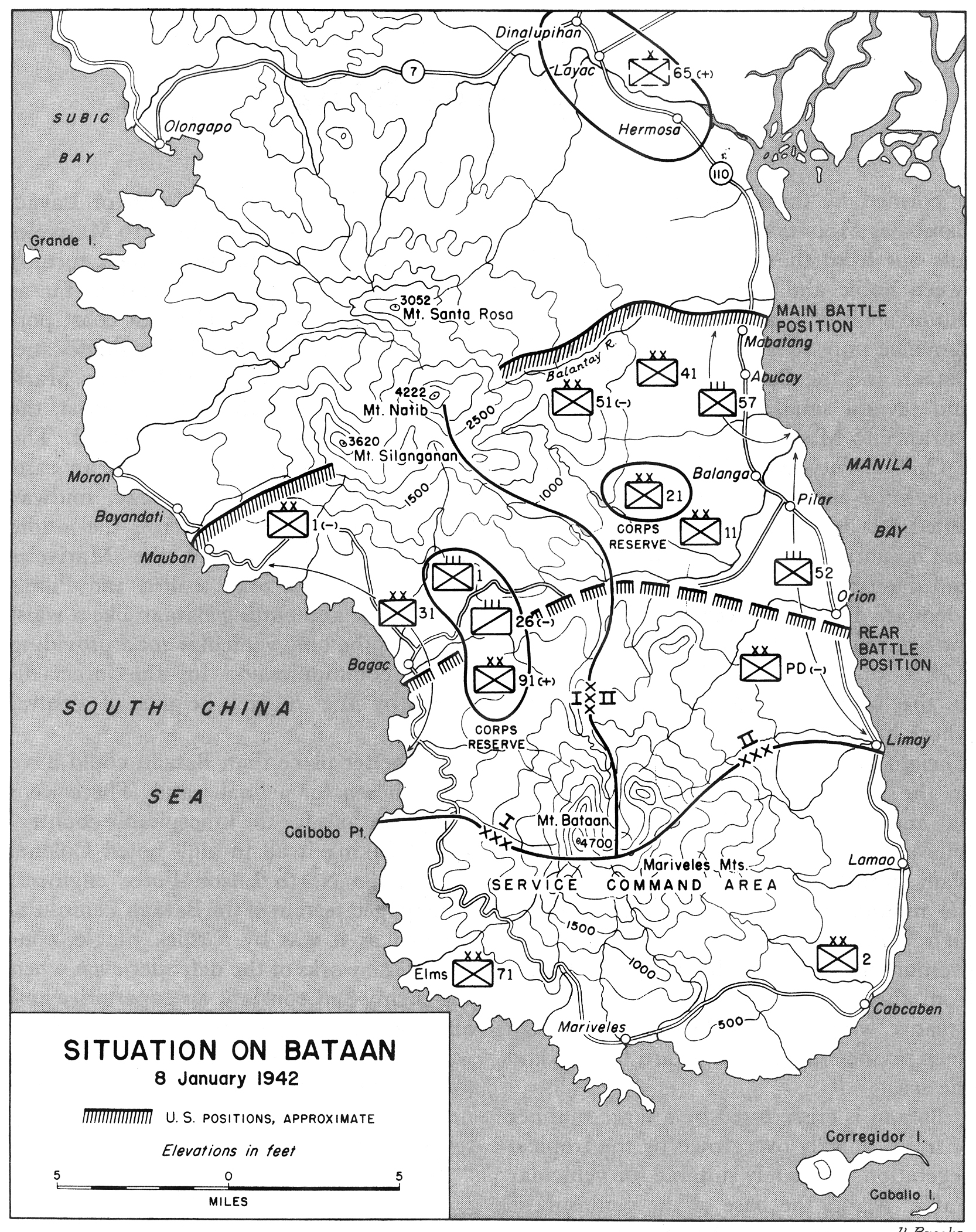
Bataàn el 8 de gener, en iniciar-se l'ofensiva japonesa.

Igual que a Tòquio, Homma també creia que la batalla a les Filipines havia acabat i per aquesta raó va enviar a la 65a Brigada a realitzar l'assalt principal contra les 25.000 tropes defensores en Bataàn, estimació molt per sota del valor real. El comandant d'aquesta unitat, el general Nara, va rebre l'ordre de "perseguir" als defensors en columna fins a Mariveles. El reconeixement aeri no va trobar senyals que els nord-americans s'havien enfortit en la península i Homma va concloure que amb el primer atac els defensors intentarien escapar a Corregidor.
La tarda del 9 de gener, la batalla de Bataàn va començar amb un atac japonès contra el costat oriental de Bataàn, la línia Abucay. Un regiment japonès, al comandament del coronel Takeo Imai, va avançar contra les línies defensives i ràpidament va quedar reduït a un terç pel foc de l'artilleria. Un altre regiment, comandat pel coronel Susumu Takechi, va ser enviat al vessant oriental de la muntanya Natib per intentar sobrepassar el flanc esquerre de les tropes de Parker, però va desaparèixer dins la densa jungla. Aquest primer atac va fracassar miserablement, i el 16 de gener, la 51a Divisió filipina va contraatacar. L'atac va ser massa efectiu doncs un regiment va avançar massa en el front sobresortint i les tropes d'Imai les van atacar des de l'est. Aleshores, Takechi i el seu regiment van sortir inesperadament de la jungla i van atacar des de l'oest. El regiment filipí va ser anihilat i la línia defensiva Abucay va començar a caure.
El 17 de gener, el major general Naoki Kimura va portar cinc mil homes contra el costat occidental de Bataàn. Uns 700 soldats van flanquejar la línia defensiva de Wainwright per la dreta i el 21 de gener van arribar al mar, atrapant a les tropes més properes al front.
El 24 de gener, MacArthur va ordenar la retirada de la línia Abucay, i una nova línia defensiva va ser establerta entre els dos volcans de Bataàn. No obstant això, per aconseguir aquesta victòria els japonesos van sofrir moltes baixes. En aquesta etapa, la 65a Brigada, inicialment de 6.651 homes, va tenir 1.472 baixes en el combat.
Durant les següents setmanes, Homma va intentar flanquejar la nova línia des del mar, realitzant cinc desembarcaments darrere del front, en la costa oest de la península. No obstant això, pel 8 de febrer tots els grups d'assalt havien estat eliminats.
Aquests assalts i altres atacs contra el front van causar estralls en les forces japoneses. La batalla de Bataán ja s'havia cobrat 7.000 baixes i 10.000 baixes s'havien reportat a causa de les malalties tropicals. Solament tres batallons d'infanteria mantenien el front i Homma temia que MacArthur ho descobrís, ja que un bon contraatac aliat podria expulsar-los de la península.
El 8 de febrer, des del Centre de Comanament General a Sant Fernando, Homma va sol·licitar reforços per tercera vegada des del començament de la batalla. Igual que les dues vegades anteriors, la seva petició va ser rebutjada. Pitjor encara, Homma va rebre un telegrama del Primer Ministre Hideki Tōjō, expressant el seu malestar pel desenvolupament de la batalla. Després de llegir la carta, Homma, qui ja estava sota pressió des de fa diverses setmanes, es va desmaiar.

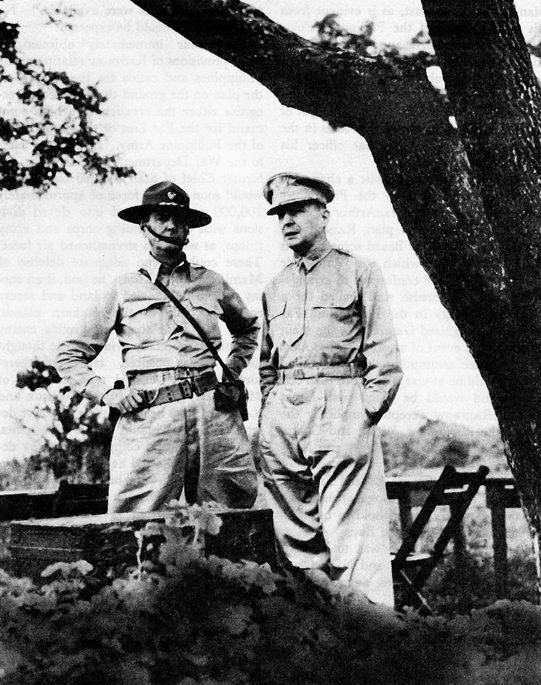
Els Generals MacArthur (der.) i Wainwright (esq.) a l'octubre de 1941.

En el bàndol aliat també existia frustració. El President filipí es va enfurismar a l'escoltar un discurs de Roosevelt, anunciant l'enviament de milers d'avions a Europa. Després de qualificar de "pocavergonya" al president nord-americà, va exclamar:
| «                    | Com poden els estatunidencs angoixar-se pel destí d'un cosí llunyà (la Gran Bretanya), mentres la filla (Filipines) està essent violada a l'habitació del darrere? | » |
| — Manuel Luis Quezón | |   |

Després d'assabentar-se que els soldats filipins estaven rebent racions inferiors que els nord-americans, Quezón va escriure un manifest sol·licitant la independència de les Filipines als Estats Units. Si això era concedit, planejava desmobilitzar l'exèrcit filipí i declarar neutral al seu país. D'aquesta manera, Quezón pensava obligar el Japó i els Estats Units a abandonar les illes. MacArthur va donar suport al pla, però Roosevelt ho va rebutjar totalment. Gràcies a una emotiva carta, Roosevelt va aconseguir calmar a Quezón i després va ordenar a MacArthur a resistir a les Filipines fins al final.
El 12 de març, MacArthur va abandonar Corregidor juntament amb la seva esposa i fill, en un bot torpedinador amb rumb a Mindanao, després que Roosevelt li ordenés fujir a Austràlia. Des d'allí, MacArthur va volar a Darwin i després va partir a Alice Springs, on va prometre tornar a les Filipines. Wainwright va ser nomenat comandant de les tropes a Corregidor i Bataàn, mentre que el general William Sharp va ser nomenat comandant de les tropes de Mindanao. El brigadier general Bradford Chynoweth va ser posat al comandament de les tropes defensores a Bisayas. El 20 de març, el Departament de Guerra va promoure a Wainwright a tinent general i el va nomenar comandant de totes les forces a les Filipines. El major general Edward P. King, Jr. el va succeir en el comandament de les forces a Luzón.

#### Arribada de reforços i assalt final

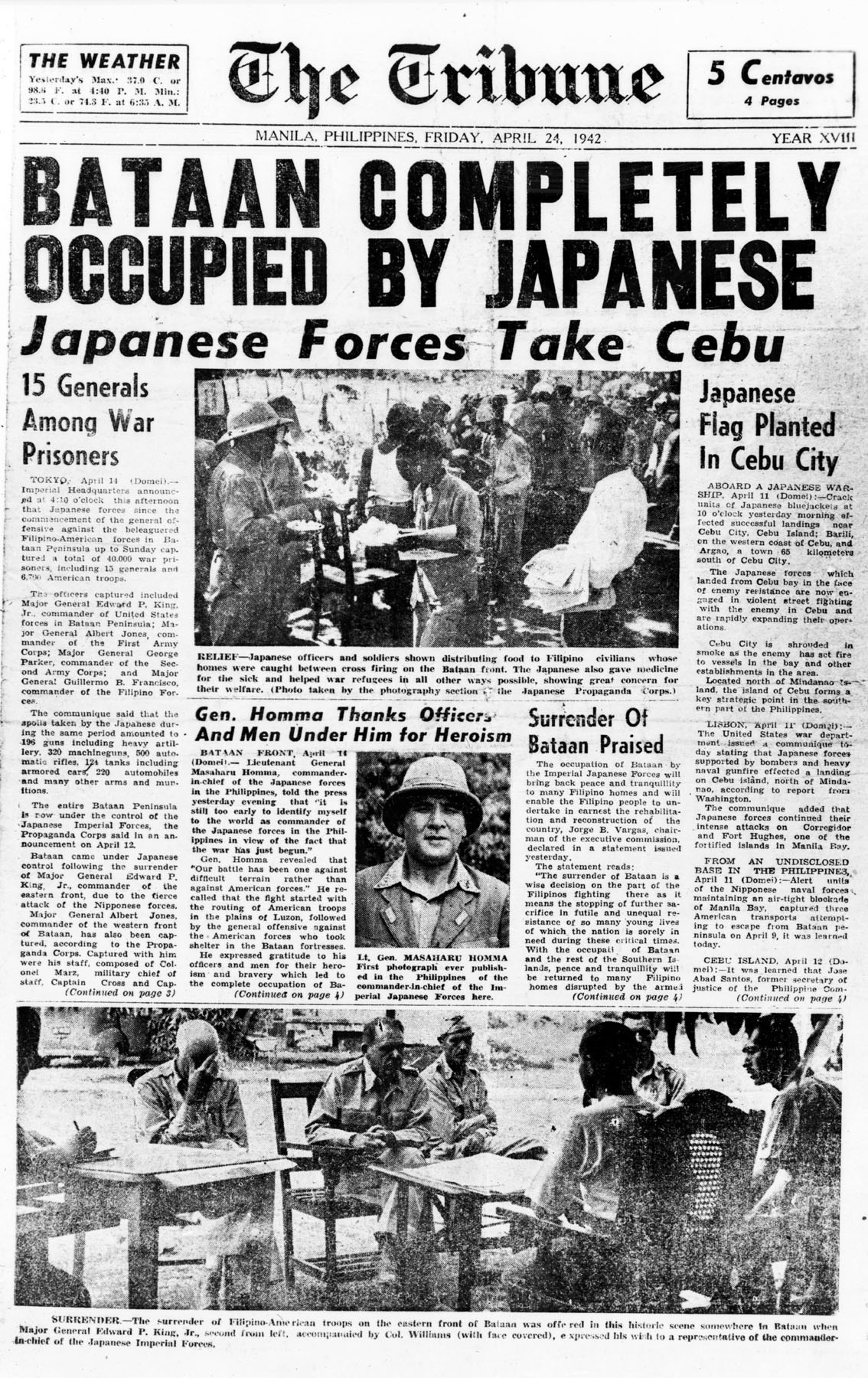
Portada d'un periòdic el 24 d'abril, mostrant fotos de la rendició de Bataàn.

La fugida de MacArthur va causar malestar a Tòquio i el Primer Ministre Tojo va deixar de confiar que Homma pogués acabar la campanya sense ajuda. La força de combat japonesa a Bataàn havia estat reduïda fins a 3.000 homes a finals de febrer, principalment per la malària i la disenteria. Finalment, Homma va començar a rebre a la fi de febrer els necessitats reforços, uns 7.000 homes per reforçar les unitats existents i la 4.a Divisió, 11.000 soldats al comandament del Tinent General Kenzo Kitano.
El nou pla d'atac japonès va ser elaborat a Tòquio pel coronel Takushiro Hattori. Hattori va considerar que la muntanya Samat era el taló d'Aquil·les del sistema defensiu enemic. Homma va aprovar el pla immediatament, i es van preparar les tropes per realitzar l'última ofensiva contra Bataán el 3 d'abril. Homma tenia confiança en aquest nou pla, a més comptava amb 50.000 tropes, moltes de les quals estaven descansades. En l'altre costat del front, 78.000 nord-americans i filipins, amb un terç de ració de queviures diària, esperaven amb escepticisme l'arribada del "comboi d'una milla de llarg" anunciat pels seus oficials. D'aquests, solament 27.000 havien estat considerats aptes per combatre, malgrat que el 75% d'ells tenien malària.
L'atac japonès va començar amb un atac intens d'artilleria, que havien portat des de Hong Kong, complementada per un bombardeig aeri que va incendiar la jungla, atrapant a centenars de soldats defensors. Pel 5 d'abril, els japonesos van hissar la seva bandera en el cim de la muntanya Samat. La línia defensiva a l'oest de Bataàn es va col·lapsar, i les tropes de la 65.a Brigada es van llançar contra Mariveles. El 7 d'abril la línia de l'est també es va fracturar i les tropes d'Homma van confluir en Mariveles des d'ambdues direccions, envoltant la muntanya Namat, on la major part de les tropes aliades de l'oest van quedar aïllades.
En assabentar-se del desastre, MacArthur va ordenar un contraatac des d'Austràlia, Wainwright va passar aquesta ordre als seus subordinats en Batán, però el general King va ordenar la retirada. A més, King va enviar un oficial a Corregidor perquè informés Wainwright que la capitulació de Batán era imminent. Wainwright, pressionat per MacArthur, no es va deixar convèncer i va seguir ordenat la contraofensiva, encara que va reconèixer que la mateixa no tenia possibilitats d'èxit.
A les 6.00 del matí del 9 d'abril, King va rendir incondicionalment Bataàn al Coronel Motoo Nakayama, el qual li va assegurar que les seves tropes serien tractades bé.

#### Marxa de la mort a Bataàn

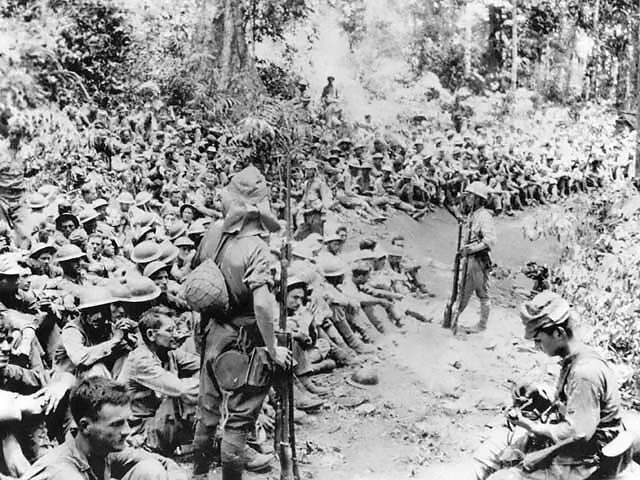
Els presoners de guerra descansen durant la marxa de la mort de Batán.

Els japonesos varen ser incapaços de complir la promesa de Nakayama. L'oficial que va planificar el transport als camps de presoners de guerra, major general Yoshikata Kawane, va realitzar plans de transport per 25.000 persones, una estimació molt inferior pels 76.000 presoners capturats. Pel primer dia de viatge, Kawane no va reservar transports ni queviures, ja que va considerar que els presoners podrien caminar i utilitzar les seves racions. No va considerar que la majoria dels soldats enemics estaven malalts de malària i estaven molt afeblits per la fam, i per tant, en alguns casos el trajecte duraria el triple. Durant la marxa, milers de presoners van morir d'inanició, malalties, insolació i pel maltractament dels guàrdies, que executaven a aquells que col·lapsaven el camí.
Tot va empitjorar amb l'arribada a les Filipines del coronel Masanobu Tsuji, el qual acabava d'arribar de Singapur, on 5.000 xinesos havien estat assassinats després que sel's acusés de ser col·laboradors del colonialisme. Tsuji va convèncer a diversos oficials de l'Estat Major a Manila d'enviar ordres verbals d'executar a tots els presoners de guerra, filipins i nord-americans per igual, però molts oficials es van negar a complir-les. El coronel Imai va arribar fins i tot a alliberar a tots els presoners sota el seu comandament, uns mil, principalment perquè aquesta ordre violava el codi samurái. No obstant això, altres oficials van obeir, ja que, paradoxalment, la rendició era considerada una deshonra al Japó. El manual del soldat japonès declarava:
| « | Tingues en compte que a l'ésser capturat no només deshonres a l'Exèrcit, sinó que la família i els pares no podran aixecar el cap de nou. Sempre guarda l'última bala per a tu. | » |

Dels 76.000 presoners inicials, solament 54.000 van arribar a la seva destinació final, Camp O'Donell. És difícil estimar el nombre correcte de morts durant la marxa, ja que molts es van escapar o van ser alliberats per oficials com Imai. S'estima que entre set i deu mil presoners de guerra van morir a causa de les malalties i abusos, dels quals 2.330 serien nord-americans.

### Setge de Corregidor

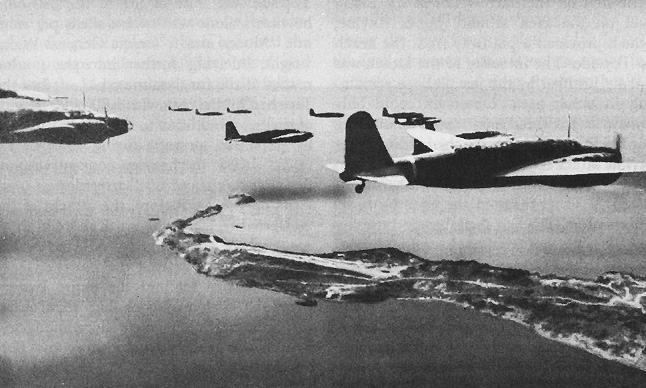
Els japonesos bombardegen Corregidor.

Mentrestant, el general Homma es trobava concentrat en la fortalesa de Corregidor i era tan absort que no va saber de la "marxa de la mort" sinó fins dos mesos després. Des de la caiguda de Bataàn, l'artilleria japonesa havia estat arrasant aquesta illa, que els negava el control de la badia de Manila.
Finalment, el 2 de maig, les poderoses bateries de l'illa van ser silenciades i la defensa va recaure exclusivament en les 10.260 tropes que hi romanien. El 4 de maig, dos mil soldats japonesos van començar a desembarcar a Corregidor. El desembarcament per l'oest va ser frustrat a causa que moltes llanxes van ser enfonsades, però a l'est va reeixí. Tot i que van sofrir moltes baixes, els japonesos van aconseguir desembarcar carros de combat pels quals els nord-americans no estaven preparats. El 5 de maig, Wainwright va decidir rendir-se, i va ser portat pel coronel Nakayama a Bataàn.
Wainwright es va entrevistar amb Homma, i va intentar rendir únicament Corregidor. D'aquesta manera les forces del general Sharp, que eren a Mindanao, podrien seguir lluitant. Gràcies a la intercepció de les comunicacions, Homma sabia que Wainwright estava al comandament de totes les tropes a les Filipines, i es va sentir ofès per l'engany del comandant nord-americà, per la qual cosa va abandonar la reunió. Wainwright va decidir finalment rendir totalment Filipines i va enviar un emissari a Mindanao, amb l'objectiu de convèncer a Sharp de rendir-se.
En la mitjanit del 8 de maig, Wainwright va ser portat a una estació de radi a Manila on va llegir un discurs anunciant la rendició de totes les forces a les Filipines. Afectat emocionalment, Wainwright va ser incapaç d'acabar de llegir.
Sharp no el va convèncer el discurs, i, un missatge de MacArthur prohibint-li rendir-se, encara el va confondre més. Finalment, amb l'arribada de l'emissari de Wainwright el 10 de maig, Sharp va decidir rendir Mindanao i la campanya de les Filipines oficialment va finalitzar. L'última illa filipina important, Leyte, es va rendir el 24 de maig. El 9 de juny, la resistència organitzada a les Filipines va acabar, des de llavors, solament va haver-hi atacs aïllats de molts efectius aliats, que van escapar a les zones rurals, on van executar una guerra de guerrilles.

## Conseqüències

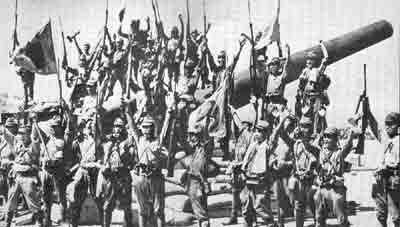
Els japonesos celebren la conquesta de Corregidor sobre una bateria nord-americana.

El 29 de juny, el 14.e exèrcit japonès va ser separat de l'Exèrcit Expedicionari del Sud. Les forces aliades van resistir a les Filipines molt més de l'esperat i a vegades van comprometre seriosament a les forces japoneses. No obstant això, el destí de les forces defensores havia estat determinat a l'inici de la campanya amb els efectius atacs a Pearl Harbor i als aeròdroms a les Filipines. En mancar de suport aeri i sense perspectives de rebre reforços, era clar que les forces filipi-nord-americanes no serien capaces de tornar a controlar les illes.
El tinent general Masaharu Homma va entrar en conflicte amb el seu superior, el general Terauchi, a causa de les mesures d'ocupació. Homma havia estat emetent ordres contrariant les de Tsuji i havia demanat als seus homes que no tractessin als filipins com a enemics. Poc després, Homma va alliberar a tots els presoners de guerra filipins. Aquesta acció catalitzà el reemplaçament d'Homma a les Filipines; el seu successor va ser el tinent general Tanaka Shizuichi. En tornar al Japó, Homma va rebre una recepció de comandant victoriós, però no se li va permetre presentar el seu informe davant l'Emperador Shōwa. Homma passaria la resta de la guerra en el retir, i en finalitzar la mateixa seria responsabilitzat per la "marxa de la mort", per la qual cosa seria executat l'any 1946.
El tinent general Wainwright també va ser mal vist pel seu superior, el general MacArthur. George Marshall va voler nominar a Wainwright per a la Medalla d'Honor quan aquest últim estava en captivitat però MacArthur es va negar al·legant que Wainwright no havia fet prou per merèixer-la. Després de la guerra, finalment Wainwright rebria la Medalla d'Honor.
El 14 d'octubre de 1943, es va proclamar la Segona República Filipina, un govern depenent del Japó, que mai va gaudir de completa autonomia i tampoc va aconseguir controlar tot el seu territori. José P. Laurel, ex-col·laborador de Quezón, va ser nomenat President. Abans d'anar als Estats Units, Quezón havia ordenat a Laurel romandre a les Filipines, perquè defensés els interessos del seu poble.
Els nord-americans van tornar a les Filipines el 20 d'octubre de 1944, quan van iniciar la seva campanya a les Filipines.